# Iván Andréyevich Jovanski el Grande
El príncipe Iván Andréyevich Jovanski (del ruso: Иван Андреевич Хованский) (? - 1621) fue nombrado boyardo  por el zar Miguel I de Rusia, voivoda de Nóvgorod, y naméstnik (gobernador) de Riazán. 
Durante el Período Tumultuoso, participó en la lucha contra los partidarios de Dimitri I y los invasores polacos. En 1607, Iván Jovanski fue enviado a Mijáilov, que había sido ocupada por los oponentes de Basilio IV, pero sus ataques a esta ciudad fueron rechazados. En 1608, él y Prokopi Liapunov lucharon contra el ejército polaco en la región de Riazán, pero serían derrotados por Aleksander Józef Lisowski en Zaraisk. En 1610, Iván Jovanski luchó al lado del príncipe Mijaíl Skopín-Shuiski, quien le ordenó combinar sus fuerzas con el ejército del Imperio sueco (véase Campaña De la Gardie), ocupar la parte meridional de Tver, e impedir a los enemigos reagruparse. Jovanski consiguió reunirse con los suecos cerca de Stáritsa, capturar Rzhev, y sitió Bely en la provincia de Tver.
El hetman Stanisław Żółkiewski fue enviado a ayudar al ejército polaco, pero Jovanski evitó la confrontación y se desplazó hacia Mozhaisk con la intención de unirse a las fuerzas de Dmitri Shuiski. Jovanski tomó parte en la desastrosa batalla para los rusos, la batalla de Klúshino, durante la cual Shuiski sufrió una gran derrota ante el hetman Żółkiewski. Cuando Dmitri Pozharski y Kuzmá Minin organizaron un ejército de voluntarios para salvar Moscú de los invasores polacos en el transcurso de la Guerra polaco-rusa (1605-1618), Jovanski tomó parte en la campaña de este ejército. Juntamente con Minin, incluso mandó este ejército durante su marcha de Yaroslavl a Rostov, mientras Pozharski estaba en Súzdal. Entre 1613 y 1614, Jovanski fue nombrado voivoda en Yaroslavl. En primavera de 1615, le fue otorgado el título de boyardo y fue enviado a los alrededores de Smolensk para mandar el inactivo ejército ruso. Jovanski no llegó a participar en ninguna acción militar porque para cuando llegó se empezaban a sostener conversaciones de paz. Cuando se interrumpieron las conversaciones, Jovanski fue puesto al cargo de una unidad (unos 5.000 hombres) que había estado luchando contra los lituanos en la región de Severia. Entre 1616 y 1617, fue nombrado jefe del prikaz judicial en Vladímir y posteriormente (de junio de 1617 a 1619), voivoda de Nóvgorod.